# Storia della Palestina nella tarda età del bronzo

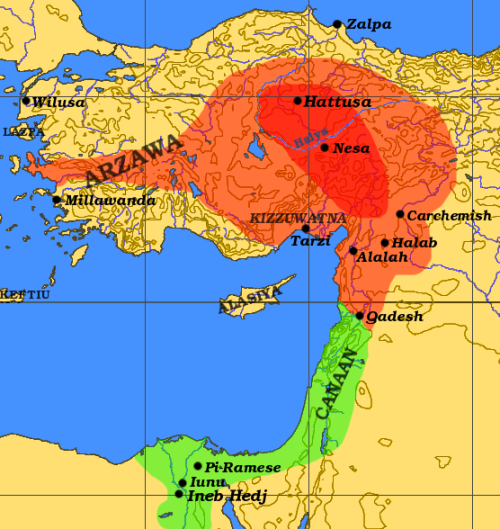
L'impero hittita, in rosso, al massimo della propria espansione (inizi del XIII secolo a.C.); in verde, il Nuovo Regno egizio, che controlla la terra di Canaan. La costa orientale del Mediterraneo (detta Levante) misura in linea d'aria da Alessandretta (odierna Turchia) a Rafah (odierna Striscia di Gaza) circa 640 km, mentre la distanza tra il mare e il Deserto siriano varia dai 100 ai 150 km circa.

La storia della Palestina nel Tardo Bronzo (1550-1180 a.C. circa) vede la regione largamente coinvolta negli equilibri di potere tra i grandi regni, come la Babilonia cassita, ma soprattutto l'Egitto (in particolare il Nuovo Regno) e Mitanni (poi sostituito dall'impero hittita). L'Egitto era riuscito a scacciare i semiti Hyksos dalle proprie terre e a installare una nuova dinastia, la XVIII, con Ahmose I (metà del XVI secolo a.C., secondo la cronologia convenzionale). Questa ripresa di iniziativa significava per l'Egitto una rinnovata capacità di intervento anche in Siria e in Palestina, che si concretizza nelle campagne militari di Thutmosi III.
All'incirca tra il 1460 e il 1170 a.C. i regni palestinesi furono tributari dell'Egitto, ma già fin da un secolo prima, intorno al 1550, Palestina e Siria erano nell'orbita degli interessi egizi, che risalgono allo stesso Ahmose I. Nella Bibbia, a questa fase corrisponde all'incirca quella dell'uscita dall'Egitto del popolo di Israele (raccontata nel Libro dell'Esodo) e delle conquiste di Giosuè (raccontate nell'Esodo e nel Libro di Giosuè). Gli studiosi per lo più interpretano l'addensarsi di genti israelite in Palestina non come una conquista militare fulminante, ma come un processo graduale e centrato sugli altopiani.
È con Ramsete III (XX dinastia, prima metà del XII secolo a.C.) che l'Egitto si ritira da Siria e Palestina fino alla propria frontiera storica, la Penisola del Sinai.
Il Tardo Bronzo è un periodo di forti tensioni sociali, soprattutto per ragioni economiche: mentre nel Medio Bronzo (1900-1600 a.C. circa) erano operativi svariati correttivi, come la remissione dei debiti, nel Tardo Bronzo essi non erano più in uso e al contadino irrimediabilmente indebitato non restavano che due opzioni: l'asservimento o la fuga in altri paesi. I maggiori regni dell'epoca avevano però siglato dei trattati di reciproca consegna dei latitanti, così che questi finivano spesso per inoltrarsi in zone più inospitali (montagne boscose o steppe pre-desertiche), dove si congiungevano con clan pastorali. Queste genti straniate vengono indicate nelle Lettere di Amarna come habiru. È stato supposto un collegamento etimologico tra il termine habiru e le prime attestazioni dell'etnonimo 'ibrî ('Ebrei'), che all'inizio non aveva un significato etnico, ma indicava una classe sociale largamente coincidente a quella dei habiru. L'etnogenesi di Israele può essere collocata nei decenni successivi alla venuta dei Popoli del Mare e al generale Collasso dell'Età del Bronzo (vedi Palestina nella prima età del ferro), anche se è possibile individuare traccia dell'etnonimo Israele già nella Stele di Merenptah, della fine del XIII secolo a.C.

## Contesto geografico

Mappa orografica dell'area palestinese, con le principali regioni geografiche antiche

La Palestina è un paese relativamente povero di risorse naturali. I rilievi maggiori sono posti nella parte settentrionale, con precipitazioni più sostanziose. Nel complesso, la Palestina è all'interno di una fascia semi-arida (tra i 400 e i 250 mm annui di pioggia), con punte di zone aride (con al massimo 100 mm annui), come nel Negev, a sud, e, verso l'interno, negli altopiani della Transgiordania e nel Deserto siro-arabico. Il Giordano è l'unico fiume rilevante dell'area, con due importanti affluenti di sinistra, lo Yarmuk e lo Yabboq. Nel complesso, l'agricoltura in quest'area tende a essere pluviale e non irrigua, con rendimenti tra 1:3-1:5, contro 1:10 di Egitto e Akkad e 1:15 di Sumer.
La pianura costiera della Palestina è più ampia a sud (Pianura della Filistea) e va restringendosi al nord. La porzione centro-meridionale della costa è affrontata da una zona di basse colline, chiamata Shefela (poco meno di 400 m s.l.m.), che va restringendosi verso nord, dov'è la Piana di Sharon, fino al promontorio del Monte Carmelo. A est della Shefela sono i Monti della Giudea (poco meno di 800 m s.l.m.) e più a nord di questi, in Samaria, il Monte Efraim. A nord della Samaria sta la Piana di Yizre'el, collegata con la Pianura di Megiddo e la Pianura di Aser (già sulla costa). Più a nord di questa zona piana sta la Galilea. Dalla Beq'a (odierno Libano) e il Lago di Tiberiade (a ovest delle Alture del Golan), lungo la Valle del Giordano, fino al Mar Morto, lo Wadi Araba e il Golfo di Aqaba sul Mar Rosso, corre la porzione settentrionale della Great Rift Valley (detta Rift Valley giordana). Oltre gli altopiani, più a est, sta il Deserto siriano, che separa il Levante dalla Mesopotamia, mentre a sud, verso il Sinai, sta il Deserto del Negev.
Il paese, nel complesso, è di dimensioni contenute: l'indicazione "da Dan a Be'er-Sheba'", usata più volte nella Tanakh per indicare la collocazione delle Dodici tribù di Israele, misura 200 km da nord a sud e 80 da est a ovest, con un'altra fascia di 40 km comprendente la Transgiordania. In tutto si tratta di un'area di circa 20000 km², più piccola di una regione italiana come la Toscana.
Del paese così considerato, solo alcune aree sono effettivamente utilizzabili per l'agricoltura: le pianure alluvionali della media valle del Giordano e della Piana di Yizre'el, nonché le colline poco erte della Shefela, mentre la fascia costiera è sabbiosa e ostruita da dune. Nel complesso, un'area adatta alla pastorizia transumante, con bestiame di dimensioni contenute (pecore e capre), e ad un'agricoltura di dimensioni familiari. Il passaggio dal Libro dei Numeri (13:27), che fa riferimento a una terra "dove scorre latte e miele", è certamente esagerato, ma rende l'idea di una terra che, soprattutto a confronto con i deserti circostanti, è in grado di sostenere la pressione antropica dell'evo antico.
I metalli sono scarsi: non c'è rame (che si trova invece nella 'Araba), non ci sono pietre dure (come la turchese del Sinai). Mancano anche legni pregiati (come il cedro del Libano). La costa non concede approdi sicuri, se non molto a nord, tra il promontorio del Carmelo e il Raʾs Nāqūra (Capo di Naqura, nell'odierno Libano).
Posta al centro della Mezzaluna fertile, in una delle fasce più ristrette, la Palestina ha un ruolo di connessione viaria (più che insediamentale) tra Egitto e Asia Anteriore, "una posizione però che sembra aver portato agli abitanti della Palestina più sventura che non ricchezza", nelle parole di Mario Liverani. Pur se non univocamente identificate, le antiche vie commerciali dette Via Regia e Via Maris erano in stretto rapporto con la Palestina e con tutto il Levante.

## Storia

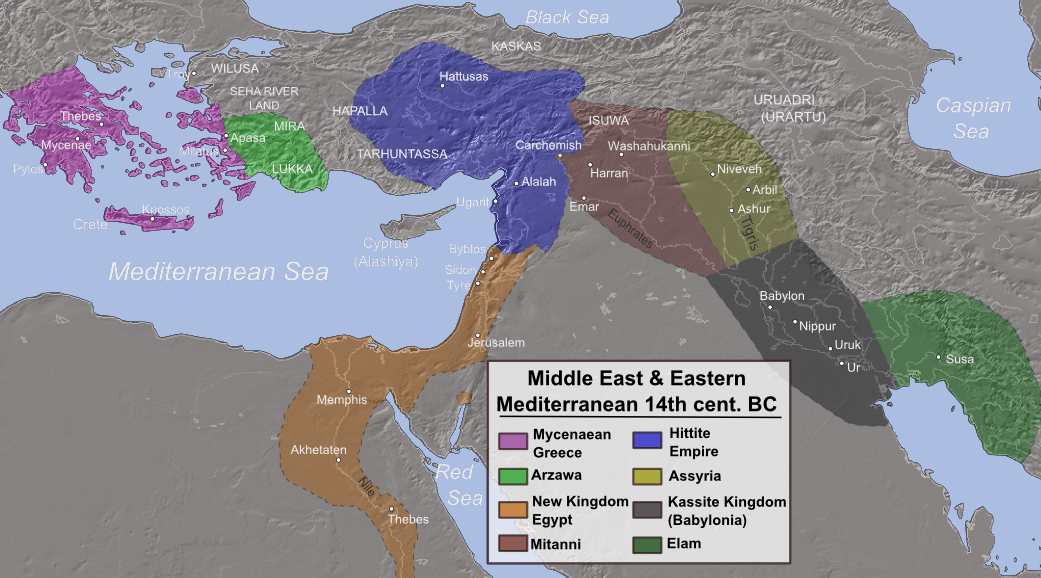
Il Vicino Oriente antico nel XIV secolo a.C., periodo di redazione delle Lettere di Amarna (metà del XIV secolo a.C.): in area egea, la Grecia micenea, indicata nelle lettere come Akhiyawa; nell'Anatolia occidentale, Lukka (nelle lettere, Arzawa); nella terra di Khatti, con al centro la capitale Hattusas, l'Impero ittita; sull'alto Eufrate, il regno di Mitanni; sull'alto Tigri, l'Assiria; sulla Bassa Mesopotamia gravita la Babilonia cassita; più a est, l'Elam del Regno Medio; il Nuovo Regno egizio domina su Canaan, oltre che nel proprio nucleo storico, il delta del Nilo.

| Schema cronologico della storia antica di Israele | Schema cronologico della storia antica di Israele | Schema cronologico della storia antica di Israele | Schema cronologico della storia antica di Israele |
| Cronologia assoluta                               | Fasi archeologiche                                | Fasi bibliche                                     | Fasi storiche                                     |
| ------------------------------------------------- | ------------------------------------------------- | ------------------------------------------------- | ------------------------------------------------- |
| 3500-2800 ca.                                     | Tardo Calcolitico                                 |                                                   |                                                   |
| 2800-2000 ca.                                     | Antico Bronzo                                     |                                                   | Prima urbanizzazione                              |
| 2000-1550 ca.                                     | Medio Bronzo                                      | Età dei Patriarchi                                | Città-stato indipendenti                          |
| 1550-1180 ca.                                     | Tardo Bronzo                                      | Esodo e conquista                                 | Dominio egiziano                                  |
| 1180-900 ca.                                      | Ferro I                                           | Età dei Giudici e Regno unito                     | Etnogenesi e periodo formativo                    |
| 900-600 ca.                                       | Ferro II                                          | Regni divisi                                      | Regni divisi e dominio assiro                     |
| 600-330 ca.                                       | Ferro III                                         | Età esilica e post-esilica                        | Regno neo-babilonese e Impero achemenide          |

### Demografia del Tardo Bronzo
Nell'età del Bronzo (tra il 2800 e il 1200 a.C. circa), quando Egitto e Mesopotamia ospitavano diversi milioni di persone (2 milioni la Mesopotamia, circa il doppio l'Egitto), la Palestina non arrivava ai 250 000 abitanti (e raggiungerà i 400 000 abitanti al culmine della seconda età del Ferro), mentre si può stimare che l'intera fascia siro-palestinese giungesse a circa 600 000 abitanti. I centri abitati che possono essere definiti "città", "la cui popolazione sia diversificata per funzione e stratificata per reddito, e che ospitino al loro interno un settore pubblico, sia esso tempio o palazzo o entrambi", raramente hanno più di tre o quattromila abitanti. Questi centri abitati rappresentano il fulcro di diversi stati cantonali e vi risiedono re, serviti da dipendenti diretti (tra cui artigiani e guardie). La popolazione di uno di questi stati cantonali poteva aggirarsi intorno alle 15 000 unità, con villaggi di massimo una cinquantina di case. Lì dove invece la presenza di grandi fiumi, adatti al trasporto di derrate alimentari, stimolava un'azione di coordinamento dei sistemi di irrigazione (in origine di raggio solo locale), si sviluppavano processi di unificazione politica e Stati di dimensione regionale, comunque articolati in "cantoni" (come le province assire o i nomi egizi).
La popolazione palestinese si addensava in determinate zone soltanto: nella costa, oltre che nelle aree adatte all'agricoltura, mentre la pastorizia transumante si basa su accampamenti di modesta entità, come accade nelle zone di altura (Giudea, Samaria, Galilea), nelle steppe della Transgiordania (a est) e del Negev (a sud). Gli stati cittadini sono fittamente concentrati nelle zone agricole e nella costa, mentre diradano con il calare delle precipitazioni e assumono un carattere più decisamente pastorale, che è esclusivo nella steppa (questo panorama politico appare confermato, almeno per il Tardo Bronzo, dalle Lettere di Amarna, del XIV secolo a.C., che descrivono Gerusalemme e Sichem al centro dei due cantoni più estesi, Giuda e la montagna di Efraim).
Rispetto al Bronzo Antico e al Bronzo Medio, la Palestina del Bronzo Tardo mostra un restringersi dell'area insediativa, con abbandono delle aree meno adatte all'agricoltura. Soprattutto la popolazione si ritrae dal tavolato interno, a est dell'Oronte in Siria e del Giordano in Palestina. Centri come Ebla e Qatna restano disabitati e vaste aree dedicate all'agricoltura secca (basata, cioè, sulle precipitazioni) diventano aree di pascolo per i caprovini. Questa contrazione dell'area insediata va associata a un'evoluzione dei centri urbani nel segno della continuità in rapporto al Medio Bronzo: mancano nuove fondazioni, le forme base degli impianti urbani vengono mantenute e non ci sono espansioni. Sono attestate solo ristrutturazioni o restauri dei terrapieni e delle porte.
La contrazione dell'area insediata significa in proporzione un aumento del peso politico della componente nomadico-pastorale.

### La dominazione egizia

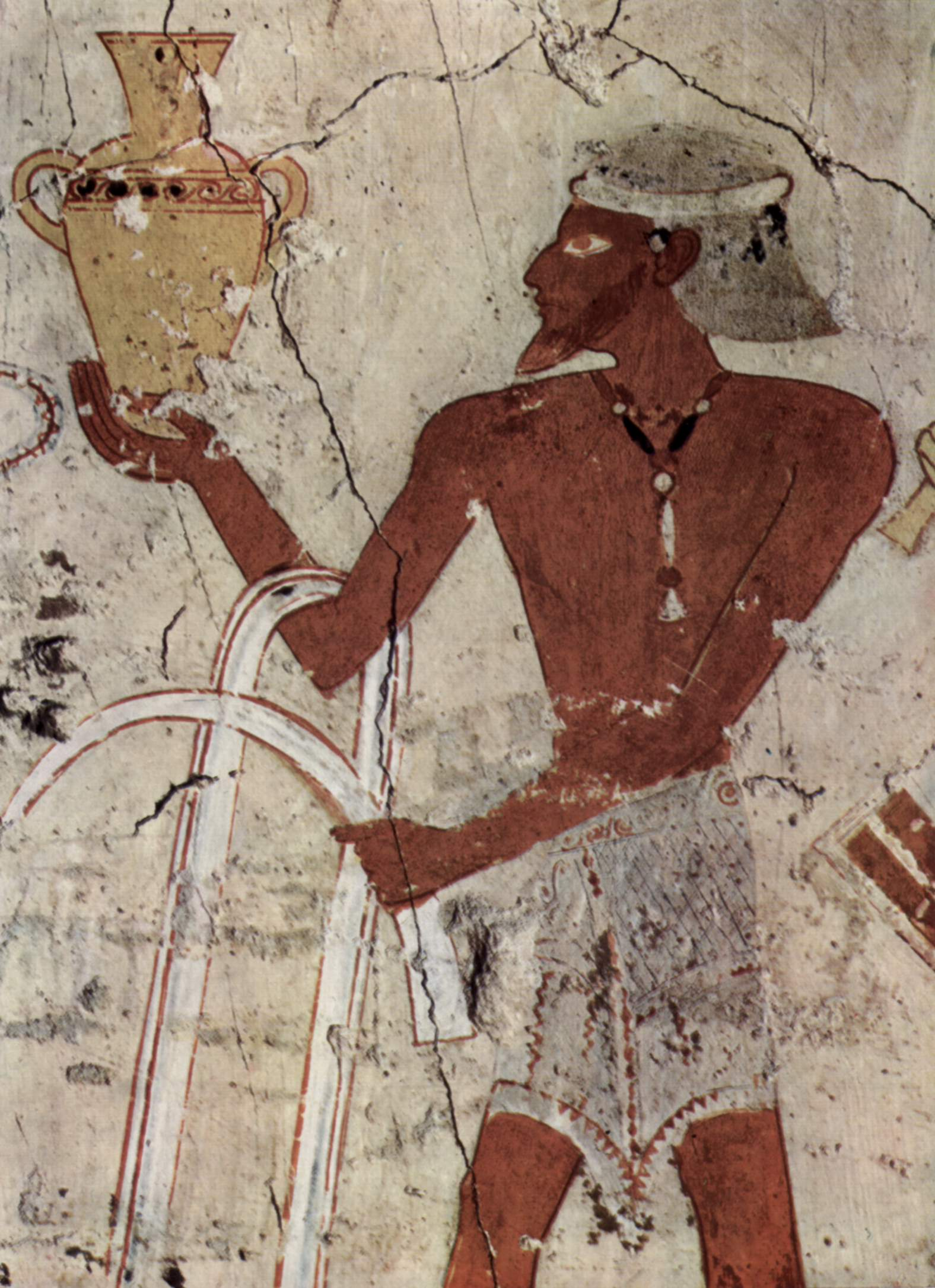
Uomo di origine siriana che porta tributi al Faraone (dalla tomba di Menkheperresoneb, dell'epoca di Thutmosi III)

Tra il 1460 (con la battaglia di Megiddo, vinta da Thutmosi III contro una coalizione di principi cananei) e il 1170 circa, l'Egitto sottopose la Siria-Palestina al proprio dominio. Già Thutmosi I aveva condotto una spedizione, giunta all'Eufrate e a Mitanni, come attesta una sua stele commemorativa, ma solo con Thutmosi III l'Egitto riuscì a installarsi in modo durevole in quelle regioni, inizialmente in conflitto con Mitanni, poi in una sorta di "condominio" con il regno dell'Alta Mesopotamia. Il controllo egizio, le cui forme conosciamo soprattutto in base alle Lettere di Amarna, era mediato dai "piccoli re", i quali conservavano la propria autonomia in cambio di un tributo annuo. In Siria-Palestina vi erano solo tre sedi di governatori egizi: Gaza al sud, per la provincia di Canaan, Kumidi (Kamid al lawz) nella Beq'a, per la provincia di Ube, e Sumura ancora più a nord, sulla costa, per la provincia di Amurru. Guarnigioni egizie erano ospitate a Giaffa, Bet-She'an, e in Amurru, nella roccaforte di Ullaza. Un'altra roccaforte era quella di Yarimuta, tra Akko e Megiddo.
A capo di ciascuna provincia era posto un rabisu, termine che avrà indicato un sovrintendente ai possedimenti all'estero. È possibile calcolare che per il controllo delle terre siro-palestinesi l'Egitto impegnasse intorno alle 700 persone, tra le guarnigioni stanziali e il drappello responsabile della riscossione dei tributi. Le spedizioni di Tuthmosi III avevano impegnato forze ben più ingenti (anche 10 000 unità), ma l'accordo raggiunto tra Egitto e Mitanni intorno al 1420 a.C. aveva reso l'iniziale progetto di un dominio diretto troppo oneroso. È invece durante il XIII secolo a.C. che la presenza egizia in Siria-Palestina tornò a farsi capillare, con fortezze poste a controllare le vie commerciali, come la Via di Horus, dal Delta del Nilo a Gaza, con interventi ad opera di Sethi I.
Dai "piccoli re" si esigeva un giuramento di fedeltà, che in concreto comportava, oltre al tributo annuo, l'obbligo di ospitare messaggeri e carovane egizie, di fornire determinati prodotti, di offrire principesse (e relative doti) al faraone. Inoltre, compito dei "piccoli re" era conservare in buono stato le città ad essi affidate dal faraone, ciò che i testi di el-'Amarna chiamano naṣāru, 'proteggere'. In cambio, il faraone concedeva la "vita" (in egizio 'nḫ, nell'accadico di Amarna balāṭu), nell'ideologia egizia un "soffio vitale" spinto dal respiro e dalle parole del sovrano, in concreto il diritto a regnare per conto dell'Egitto.
Oltre ai capoluoghi di provincia e alle roccaforti, da un lato, e ai "piccoli re", dall'altro, esisteva una serie di aree da cui l'Egitto non poteva ottenere tributo: la Penisola del Sinai, fatta eccezione per la Via di Horus, la Transgiordania, le colline della Cisgiordania, i boschi della Beqa' settentrionale e dell'alto Oronte non presentano centri abitati di rilievo, di modo che mancano interlocutori con cui approntare il sistema di vassallaggio in uso con i "piccoli re". Queste zone, al contrario, sono abitate da elementi antagonisti, capaci di minare la sicurezza delle vie commerciali con le loro razzie.

### Palazzo e tempio nella Palestina del Tardo Bronzo
L'assetto urbanistico del Tardo Bronzo ricalca sostanzialmente quello del Medio Bronzo, fino a quel punto epoca di massimo sviluppo dell'area. Le capitali dei regni cantonali si sviluppavano intorno ad un palazzo reale, residenza del sovrano e dei familiari, sede amministrativa, archivio, magazzino, nonché spazio per le botteghe degli artigiani specializzati. Il palazzo di Megiddo (VII B) misura circa 1650m² (quello coevo di Ugarit, il più grande di Siria, ne misurava 5000 circa).
La popolazione si divideva in "uomini del re", che lavoravano a diretta dipendenza dal sovrano e non posseggono altri mezzi di sussistenza, e "liberi" (anticamente, i "figli" di un dato paese), possessori di terre e bestiame, tenuti a fornire al re una tassa sul reddito. I primi sono maggioranza nella capitale, i secondi prevalgono nei villaggi. Ciascuna delle due classi è distinta sia funzionalmente sia giuridicamente, ma da un punto di vista socio-economico sono estremamente varie: diversissimo il prestigio sociale di carristi (maryannu), sacerdoti, scribi, artigiani, guardie, per tacere dei servi di palazzo e degli schiavi usati nelle fattorie palatine. Dal canto loro, i "liberi" erano variamente soggetti al pericolo del prestito a interesse, dell'indebitamento progressivo, della schiavitù. Agli "uomini del re" più prestigiosi vengono date terre in concessione, sempre a fronte della prestazione di servizio. Il servizio, peraltro, diviene presto ereditario (e così le terre), e da esso ci si può far esentare, a fronte di una somma.
Esisteva dunque una sorta di "classe alta", imparentata con il re, protagonista dell'attività bellica (in un contesto in cui l'interessata inoperosità del faraone egizio lasciava spazio a un'intensa conflittualità locale), sensibile al richiamo di ideali eroici (come quelli evocati dai poemi di corte a Ugarit), consumatrice di prodotti di lusso. Le corti palestinesi dei secoli XIV e XIII a.C. sono relativamente floride e acculturate. Le capitali ospitano scuole scribali di ascendenza babilonese: il babilonese era la lingua dei testi amministrativi e giuridici interni, oltre che della corrispondenza con altri sovrani. Le scuole palestinesi non sono prestigiose come quelle siriane e offrono testi di diversa qualità, a giudicare dalla qualità testuale di alcune Lettere di Amarna. Le scuole scribali curavano anche la trasmissione dei testi letterari, ma di essi resta poca traccia in Palestina, mentre è imponente il patrimonio testuale scoperto a Ugarit.
Quanto ai templi palestinesi, essi hanno ruoli secondari e dimensioni modeste: sono "case del dio", destinate al culto in senso stretto, mentre le cerimonie che prevedono la presenza di fedeli si svolgono all'esterno. I sacerdoti sono "uomini del re", che non partecipano ad attività economiche.

### Il commercio

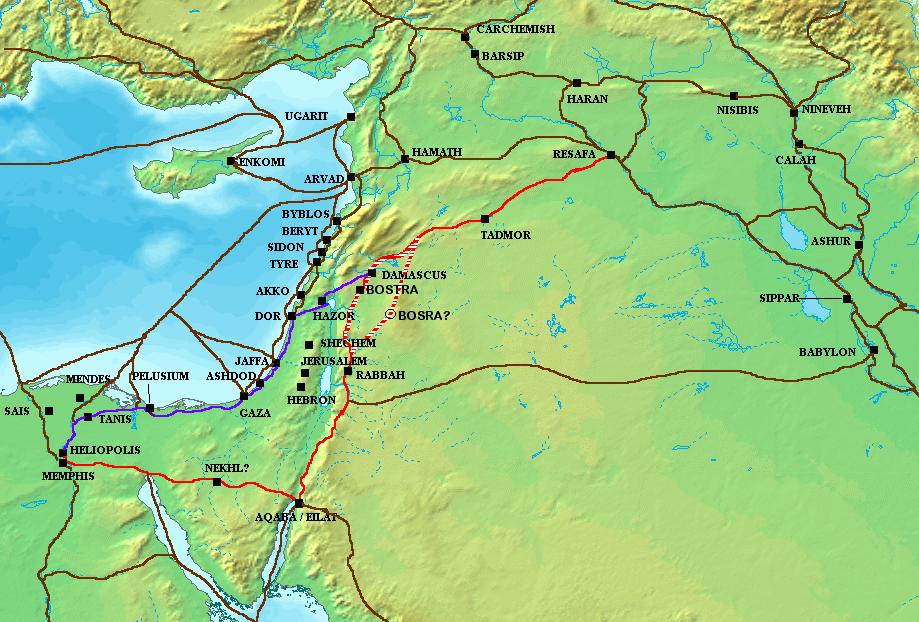
La Via Maris (in viola), la Via Regia (in rosso) e altre antiche vie di commercio nel Vicino Oriente antico (intorno al 1300 a.C.)

L'esistenza di un artigianato di lusso è confermato dai ritrovamenti archeologici e da notizie testuali. Se da un lato era forte l'influenza dell'arte egizia, l'Egitto apprezzava e importava diversi articoli dalla Palestina: gli abiti di lana, ad esempio, tinti nella porpora o colorati con il ricamo rappresentavano una netta alternativa al tipico abito di lino bianco delle genti egizie. La Palestina (ma anche Akkad e Siria) esportava verso l'Egitto anche armi in bronzo, archi, cavalli, carri. Numerose lettere di Amarna menzionano una pasta vitrea apprezzata dagli Egizi, che questi acquistavano dalle città della costa (Yursa, Ascalona, Lakish, 'Akko, Tiro) in forma di blocchetti di prodotto semifinito.
La Palestina era al centro di un sistema commerciale regionale, che comprendeva Egitto, Khatti, Mitanni, Assiria e Babilonia, oltre al Mediterraneo. Parte del commercio tra "grandi re" confluiva nel sistema del dono rituale, ma il grosso era regolato secondo prezzi di mercato. Si commerciavano soprattutto metalli e tessuti, anche se il riuso e il deperimento spesso ne fanno perdere le tracce archeologiche. I tesori di navi naufragate e i testi restituiscono lo scenario di un commercio intenso di rame (da Cipro) e di stagno (forse dall'Iran). Maggiori tracce hanno lasciato le importazioni di ceramica (in particolare cipriota e micenea), acquistati vuoti o come contenitori di altri prodotti (oli, resine, oppio). Una penetrazione dell'olio d'oliva palestinese in Egitto è attestata dalla presenza di grosse anfore di stile "cananeo".

### I villaggi
Sono pochi i riferimenti testuali e i resti archeologici dei villaggi palestinesi del Tardo Bronzo, ma si possono usare i coevi archivi siriani di Alalakh e di Ugarit almeno come termine di riferimento.
Nei villaggi viveva la maggior parte della popolazione, circa l'80%. Le liste di Alalakh considerano "villaggi" abitati con un minimo di 2-3 case ad un massimo di 80, con una media di 25 case e 100 abitanti. Secondo Liverani, per i villaggi palestinesi questi numeri vanno abbassati di almeno un terzo. La popolazione si divideva in "liberi" (ḫupšu), "pastori" (Khanei) e da una minoranza di "servi del re", che non vengono indicati con l'espressione "figlio di X", ma come "appartenente a Y". Solo nei villaggi principali sono presenti maryannu.
In molti villaggi è possibile presumere che tutti fossero parenti di tutti, il che si riflette nell'abitudine a considerare l'insediamento come un'unità gentilizia (il clan), indicando lo stesso villaggio con il nome di un eponimo (o anche ricavando un eponimo dal nome del villaggio). Organismi collegiali gestivano i contenziosi intorno a ripudi, adozioni, eredità, compravendite di terre e schiavi, prestiti e garanzie ecc. Peraltro il villaggio era visto dall'autorità palatina come un'unità amministrativa, per cui, se sollecitato, doveva rispondere unitariamente, ad esempio in relazione alle quote di prodotto da versare come tassa, all'invio di personale per le corvée, alla leva militare, alla ricerca di fuggiaschi, agli omicidi e alle rapine commesse nel territorio di pertinenza del villaggio.
La decisione politica al livello del villaggio è più frammentata che nel centro palatino: sussistono almeno due livelli, un consiglio ristretto di anziani (šībūti) o "padri" (abbū), cioè i più autorevoli tra i capi-famiglia. I clan più potenti controllano il villaggio. Esiste poi un'assemblea allargata, che nei testi accadici è indicata con termini corrispondenti a "la riunione" o "la città", collegio composto forse da tutti gli adulti maschi liberi, coinvolta nelle decisioni straordinarie. Solo per la gestione dei rapporti con il centro palatino esisteva una carica individuale (ḫazānu, sorta di sindaco), forse di nomina regia e residente nel villaggio. Anche la capitale, scorporato il complesso palatino, può essere considerata un grosso villaggio, anch'esso dotato dei suoi organi collegiali, con un'assemblea popolare che può anche arrivare a forzare l'espulsione del re (come nel caso di Rib-Adda, re di Biblo). L'assemblea popolare poteva in qualche caso farsi carico della responsabilità politica, ma solo in casi di vacanza regia e comunque solo temporaneamente.
Al centro del legame clanico stavano i principi della solidarietà e della responsabilità collettiva (e spesso dell'omertà). Se il centro palatino vedeva nel villaggio un'unità amministrativa, il villaggio vedeva sé stesso come gruppo di parentela allargata che insiste su un territorio agro-pastorale.

### Gli altari all'aperto
L'elemento pastorale (le cui case risultano ben distinte, ad esempio nelle liste di Alalakh) era più minuto in rapporto alla componente occupata dalle attività agricole. La transumanza comportava lo spargersi o il raggrupparsi dei pastori a seconda delle stagioni. Pastori e contadini vivevano ad un certo punto dell'anno una coesistenza più stretta, frequentando in comune alcuni luoghi sacri, spesso connessi a tombe di antenati o a querce secolari, in cui venivano installati altari all'aperto. Questo genere di religiosità è richiamata nelle storie patriarcali contenute nel Libro della Genesi con il riferimento alla quercia di Mamre, dove Abramo va ad abitare (13:18, 14:13), dove Yahweh si manifesta ad Abramo (18:1), dove Abramo e Sara vengono sepolti (25:9-10), o alla quercia di Morè (Genesi, 12:6). Si tratta di testi di redazione molto tarda, ma trovano una qualche conferma in due testi da Ugarit del XIII secolo a.C., dove si fa menzione di una "quercia di Sherdanu" nei pressi di Ili-ishtama e di Mati-Ilu, i due soli toponimi teoforici della zona.

### L'elemento nomadico

Le dodici tribù di Israele

Oltre alla mobilità dei pastori, che comunque gravitano intorno ai villaggi coabitati con i contadini, esiste un elemento propriamente nomadico. I testi disponibili (archivi o iscrizioni) restituiscono il punto di vista palatino, che vede in queste entità dei gruppi indistinguibili e attribuisce ad essi nomi di natura apparentemente "tribale", come nel caso del termine accadico "Sutei" o di quello egizio "Shasu". Questi nomadi abitavano soprattutto le steppe a sud e a est della Palestina, ma spesso si riversavano anche negli altopiani centrali. Gli Shasu, in particolare, vengono descritti alla ricerca di rifugio in Egitto, in occasione di carestie: abitualmente erano accolti, ma se gli spostamenti avevano carattere conflittuale, venivano respinti e sterminati dalla fame.

### I Popoli del Mare e il collasso dell'Età del Bronzo
La società cananea dei secoli XIV e XIII fu particolarmente fiorente. Considerando il contemporaneo restringersi del territorio agricolo messo a coltura e la probabile crisi demografica, è ipotizzabile che la centralità dei palazzi, con la loro concentrazione di beni pregiati, pressasse in misura iniqua verso la popolazione di base e ponesse l'area in una situazione di disequilibrio insostenibile sul lungo periodo.
La condotta spietata dei re cananei verso le classi sociali più svantaggiate portò a una presa di distanza da parte dell'elemento agro-pastorale nei confronti dell'autorità dei centri palatini. Il ricorrere di carestie, l'ingovernabilità delle dispute locali e l'indifferenza del Faraone rappresentano altri motivi "interni" di crisi, una crisi che coinvolgerà la Palestina in modo particolarmente virulento, ma che fu generale anche per la Siria. La società cananea venne definitivamente abbattuta da un fattore esterno, di carattere migratorio. Tali migrazioni, cumulativamente attribuite a varie popolazioni indicate come "Popoli del Mare", furono sollecitate da crisi macroclimatiche che interessarono il Sahara e il Deserto arabico (originariamente delle savane, desertificate da un processo di inaridimento che aveva avuto dei picchi già all'inizio del III millennio e poi all'inizio del II millennio a.C.), ma anche il versante settentrionale del Mediterraneo.
La venuta dei Popoli del Mare mutò il quadro del Vicino Oriente antico: l'Impero ittita crollò del tutto, con l'abbandono della capitale Khattusha. Ciò determinò la fine della tradizionale contrapposizione tra Khatti e l'Egitto. Quest'ultimo fu notevolmente ridimensionato, sia dalla penetrazione di tribù libiche nel Delta del Nilo, sia dalla necessità di avallare la presenza dei Popoli del Mare sulla costa palestinese. Anche i grandi regni mesopotamici (Assiria e Babilonia), alla fine del II millennio a.C., erano limitati ai nuclei storici, sottoposti com'erano alla pressione degli Aramei. Dopo circa 500 anni, la Palestina si trovò dunque a sperimentare un'inedita situazione di libertà, che perdurerà fino all'VIII secolo a.C., con l'avvio di una nuova politica espansionistica del futuro Nuovo Regno assiro. I piccoli re palestinesi riverseranno la cerimonialità legata alla sudditanza verso il Faraone in un nuovo orizzonte di fedeltà, quello verso la divinità cittadina o nazionale.
Il collasso fu comunque terribile: in Palestina, pressoché tutti i siti archeologici indagati presentano un orizzonte di distruzione all'inizio del XII secolo a.C. Il crollo del palazzo significa l'annientamento delle strutture amministrative, delle forme di artigianato e dei canali commerciali tradizionali. Le scuole scribali, dove si insegnava il babilonese cuneiforme, scomparvero d'improvviso e passò molto tempo prima che l'alfabeto conquistasse una rilevanza e una diffusione paragonabile. L'artigianato di lusso perse i propri committenti. Il commercio dovette riorganizzarsi in forme alternative al sistema sponsorizzato dal polo palatino. Scompare anche la casta dei maryannu, i carristi a cui i re avevano concesso terre in cambio di prestazioni militari e cavalli, non perché fossero cambiate le tecniche belliche, ma perché mutati i modi del reclutamento e i rapporti sociopolitici.
Il passaggio dal Tardo Bronzo al Ferro I comporta anche un cambiamento nelle forme insediamentali: se nel Tardo Bronzo era solo la capitale ad essere protetta da mura, nell'Età del Ferro si va diffondendo un'urbanizzazione più sparsa, con le città ridotte a cittadine ed i centri minori spesso cresciuti fino a diventare grossi villaggi, con le mura a proteggere entrambi i tipi di centro abitato.

### L'etnogenesi di Israele
Nessuno dei nomi tradizionali che la Bibbia trasmette per le dodici tribù di Israele ricorre nelle fonti disponibili tra XIV e XIII secolo, o perché la documentazione è ridottissima o perché quelle formazioni tribali non erano ancora addivenute ad un processo di auto-identificazione. Vi sono però due menzioni di gruppi tribali. In una stele del faraone egizio Seti I, da Beit She'an, databile al 1289 ca., durante il primo anno di regno, sono menzionati gli scontri tra gruppi locali palestinesi: oltre che dei "ḫabiru del Monte Yarmuti", si parla di una tribù di Raham. Su questa base, Mario Liverani ha ipotizzato che i membri di questa tribù si autoidentificassero come "figli di Raham" (*Banu-Raham) e che l'antenato eponimo possa essere un "padre di Raham" (*Abu-Raham, cioè Abramo).
Di qualche decennio dopo (1230 a.C. ca.) è la stele di Merenptah, in cui il faraone magnifica le sorti di una spedizione che coinvolge la Palestina. Enumerando i nemici battuti, si fa menzione di città come Ascalona e Gezer, di paesi come Canaan e Kharu, con un determinativo che vale "regione". C'è poi anche un nome, ysrỉr, accompagnato dal determinativo di "gente", e l'opinione maggioritaria degli studiosi è che il nome possa essere interpretato come la prima menzione di Israele: stando al modo in cui sono presentati i toponimi, è possibile ipotizzare che "Canaan" rinvii alla piana costiera meridionale, mentre ysrỉr farebbe riferimento agli altopiani centrali (cioè i territori di Manasse, Efraim e Beniamino, un'area quindi più ristretta che negli usi posteriori del toponimo "Israele").